# Duncan Tucker
Duncan Tucker (ur. ?) – amerykański reżyser i scenarzysta filmowy.

## Życiorys
Urodził się w Arizonie, ukończył New York University. W 2000 nakręcił krótkometrażowy, dwudziestominutowy film The Mountain King. W pełnym metrażu debiutował w 2005 komediodramatem Transamerica. Fabuła filmu opiera się na losach transseksualistki Bree (postać grana przez aktorkę Felicity Huffman), który nieoczekiwanie zmuszony jest do spotkania po wielu latach ze swoim synem Tobym Kevin Zegers). Dodatkową komplikacją jest fakt, że Toby nie ma pojęcia, iż odbierająca go z więzienia w Nowym Jorku kobieta jest w istocie jego ojcem. Razem ruszają do Los Angeles.

## Reżyseria
- Transamerica (Transamerica 2005)